# Sacrifice (singel)
Sacrifice to drugi singel promujący album 5 Blackacidevil amerykańskiego zespołu Danzig. Wydany w październiku oraz w grudniu 1996 roku w dwóch wersjach. W lutym 2000 roku została wydana reedycja singla uzupełniona o dodatkowe remiksy.

## Lista utworów

### Wersja europejska (wydana w październiku 1996)
1. "Sacrifice"
2. "Blackacidevil"
3. "Don't be Afraid"

### Wersja amerykańska (wydana17 grudnia1996)
1. "Sacrifice (rust remix by J.G. Thirlwell)" – 3:46
2. "Sacrifice (trust remix by J.G. Thirlwell)" – 3:46
3. "Sacrifice (must remix by J.G. Thirlwell)" – 6:26
4. "Sacrifice (crust remix by J.G. Thirlwell)" – 6:28
5. "Sacrifice (martyr remix by Joseph Bishara)" – 6:20
6. "Sacrifice" – 4:28

### Reedycja z lutego 2000
1. "Sacrifice (rust remix by J.G. Thirlwell)" – 3:46
2. "Sacrifice (trust remix by J.G. Thirlwell)" – 3:46
3. "Sacrifice (must remix by J.G. Thirlwell)" – 6:26
4. "Sacrifice (crust remix by J.G. Thirlwell)" – 6:28
5. "Sacrifice (martyr remix by Joseph Bishara)" – 6:20
6. "Sacrifice" – 4:28
7. "Deepest (Kennedy Acid Death mix)" – 4:54
8. "Deeper Still ("French Eric" Cadieaux Techno mix)" – 6:50
9. "Serpentia (Winter mix)" – 7:01

## Twórcy
- Glenn Danzig – śpiew, gitara, gitara basowa, instrumenty klawiszowe
- Joey Castillo – perkusja
- Joseph Bishara – instrumenty klawiszowe i programowanie
- Josh Lazie – gitara basowa
- J.G. Thirlwell - remiksy